# Symphony of the Seas
Symphony of the Seas (укр. Симфонія морів) — круїзне судно класу Oasis, яке належить і управляється компанією Royal Caribbean International. Судно було найбільшим у світі круїзний лайнер з березня 2018 року по січень 2022 року, коли його перевершив «Wonder of the Seas» (на 1 метр довший та на 8,8 тис. тон важчий).

## Характеристика
Symphony of the Seas сягає 361,011 м завдовжки, валовий тоннаж — 228 081 т. Лайнер може вмістити 5518 пасажирів при двомісному розміщенні, а максимальна місткість становить 6680 пасажирів, а також екіпаж із 2200 осіб. Судно має 18 палуб, з них 16 призначені для гостей, на яких є 22 ресторани, 4 басейни та 2759 кают. Крім того, на лайнері є дитячий аквапарк, повнорозмірний баскетбольний майданчик, льодова ковзанка, зіплайн висотою 10 палуб, театр на 1400 місць, відкритий водний театр з платформами олімпійської висоти та дві 43-футові платформи, 13-метровий скеледром. Також є парк, що містить понад 20 000 тропічних рослин.